# Zygmunt Fiedorczuk
Zygmunt Fiedorczuk (ur. 26 maja 1925 w Białymstoku, zm. 30 marca 1997 w Łodzi) – polski lekarz, medyk i biegły sądowy, specjalista z zakresu medycyny sądowej i toksykologii.
W 1952 roku uzyskał dyplom lekarski na Wydziale Lekarskim Uniwersytetu Łódzkiego, w 1963 stopień doktora roku na podstawie dysertacji pt. Obkurczanie się jelit jako objaw anatomopatologiczny zatrucia alkoholem metylowym oraz jego przyczyny, a w 1970 roku doktora habilitowanego (rozprawa Wchłanianie magnezu z przewodu pokarmowego królików po wprowadzeniu hipertonicznych roztworów wodnych siarczanu magnezowego). W 1982 roku przyznano mu tytuł profesora nadzwyczajnego. Od 1951 roku aż do śmierci związany był z Katedrą i Zakładem Medycyny Sądowej w Łodzi, w latach 1967-1990 jako kierownik. Autor kilkudziesięciu prac naukowych, ekspert do spraw toksykologii, wieloletni specjalista wojewódzki ds. medycyny sądowej w Łodzi, biegły sądowy i nauczyciel akademicki.